# Tetragnatha dearmata
Tetragnatha dearmata är en spindelart som beskrevs av Tord Tamerlan Teodor Thorell 1873. Tetragnatha dearmata ingår i släktet sträckkäkspindlar, och familjen käkspindlar. Arten är reproducerande i Sverige. Inga underarter finns listade i Catalogue of Life.